# مارینا ماکانزا
مارینا ماکانزا (انگلیسی: Marina Makanza؛ زادهٔ ۱ ژوئیهٔ ۱۹۹۱) بازیکن فوتبال اهل فرانسه است.
از باشگاه‌هایی که در آن بازی کرده‌است می‌توان به باشگاه فوتبال ۱.اف‌اف‌سی توربین پوتسدام، باشگاه فوتبال زنان فرایبورگ، و باشگاه فوتبال زنان مون‌پلیه اشاره کرد.
وی همچنین در تیم‌های ملی فوتبال France women's national under-17 football team, France women's national under-19 football team, France women's national under-20 football team، و زنان فرانسه بازی کرده‌است.